# Ԅ
Ԅ (minúscula ԅ; cursiva: Ԅ ԅ), llamada komi zje es una letra del alfabeto Molodtsov, una versión del cirílico. Fue utilizada solamente en la escritura del idioma Komi en la década de 1920 y en el idioma Mordvin.
La pronunciación de la letra es [zʲ].

## Códigos de computación
| Prevista                    | Ԅ                                | Ԅ                                | ԅ                              | ԅ                              |
| --------------------------- | -------------------------------- | -------------------------------- | ------------------------------ | ------------------------------ |
| Nombre Unicode              | CYRILLIC CAPITAL LETTER KOMI ZJE | CYRILLIC CAPITAL LETTER KOMI ZJE | CYRILLIC SMALL LETTER KOMI ZJE | CYRILLIC SMALL LETTER KOMI ZJE |
| Codificaciones              | Decimal                          | hex                              | dec                            | hex                            |
| Unicode                     | 1284                             | U+0504                           | 1285                           | U+0505                         |
| UTF-8                       | 212 132                          | D4 84                            | 212 133                        | D4 85                          |
| Numeric character reference | &#1284;                          | &#x504;                          | &#1285;                        | &#x505;                        |